# Virus de Tula
Orthohantavirus tulaense
Espèce
Synonymes
- Tula orthohantavirus (ICTV, 2016)
- Tula hantavirus (ICTV, 2015)
- Tula virus (ICTV, 1999)

Orthohantavirus tulaense (TULV), ou virus de Tula, est une espèce de virus à ARN monocaténaire à sens négatif du genre Orthohantavirus dans l'ordre des Bunyavirales.
Il a été isolé pour la première fois chez un campagnol commun européen (Microtus arvalis) trouvé en Russie centrale. Il provoque une fièvre hémorragique à Hantavirus avec syndrome rénal.
L'espèce Microtus arvalis se trouve également en Amérique du Nord, en Europe (Scandinavie, Slovénie, Russie européenne…) et en Asie. Des cas humains d'infection par le virus de Tula ont également été signalés en Suisse et en Allemagne.